# Josh Haner
Josh Haner (...) è un fotoreporter statunitense vincitore del premio Pulitzer per il miglior servizio fotografico nel 2014.

## Biografia
Haner si laurea in fotografia alla Stanford University e si trasferisce a New York dove trova un impiego, per due anni, al Fortune Magazine. Successivamente viene assunto al New York Times come fotografo. Ha ricevuto dei riconoscimenti dalla National Press Photographers Association e World Best Photo. Ha avuto delle collaborazioni con il New Yorker, National Geographic, Rolling Stone, Time e Newsweek. 
Nel 2014, viene premiato con il premio Pulitzer, per il miglior servizio fotografico, per il lavoro di documentazione della riabilitazione di Jeff Bauman, a seguito delle ferite subite durante l'attentato alla maratona di Boston del 15 aprile 2013.